# Protoribates obtusus
Protoribates obtusus är en kvalsterart som först beskrevs av Mihelcic 1956.  Protoribates obtusus ingår i släktet Protoribates och familjen Protoribatidae. Inga underarter finns listade i Catalogue of Life.